# Valdensinia heterodoxa
Valdensinia heterodoxa är en svampart som beskrevs av Peyronel 1953. Valdensinia heterodoxa ingår i släktet Valdensinia och familjen Sclerotiniaceae.  Arten är reproducerande i Sverige. Inga underarter finns listade i Catalogue of Life.
Blåbärets bladfläcksjuka skulle kunna vara ett lämpligt svenskt namn på denna svamp.
Denna art är en av de viktigaste parasitsvamparna på blåbär i de svenska fjälltrakterna. Den angriper, fuktiga somrar, blåbärsbladen och förorsakar så stor bladlossning att blåbärets täckningsgrad synnerligen märkbart kan minska. Då svampen även är rapporterad som bladparasit, på blåbär, i Belgien finns orsak antaga att den förekommer i stora delar av NV Europa i samma roll. Enligt tyska Wikipedia angriper Valdensinia heterodoxa 30 ört- och vedväxter. Denna uppgift kommer ytterst från Tekniska universitetet i München som nu ligger på Internet Archive. Av denna källa framgår att den vegetativa förökningen sker med färglösa makrokonidier som ser ut som 4- till 5-armiga sjöstjärnor. De kan ses med blotta ögat. Vidare utgörs bladfläckarna av sklerotium d.v.s. förhårdnat mycel.

## Bildgalleri

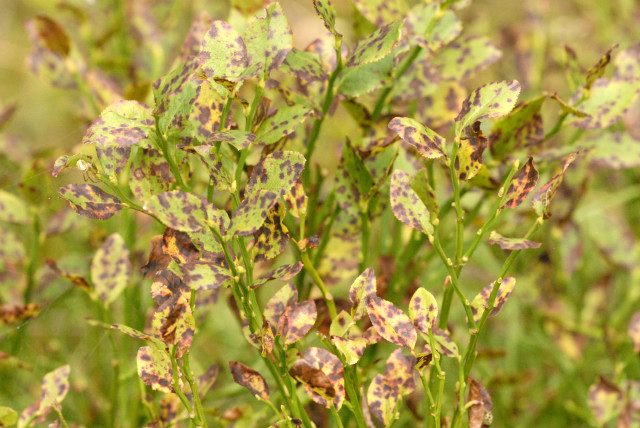